# فنتيميليا

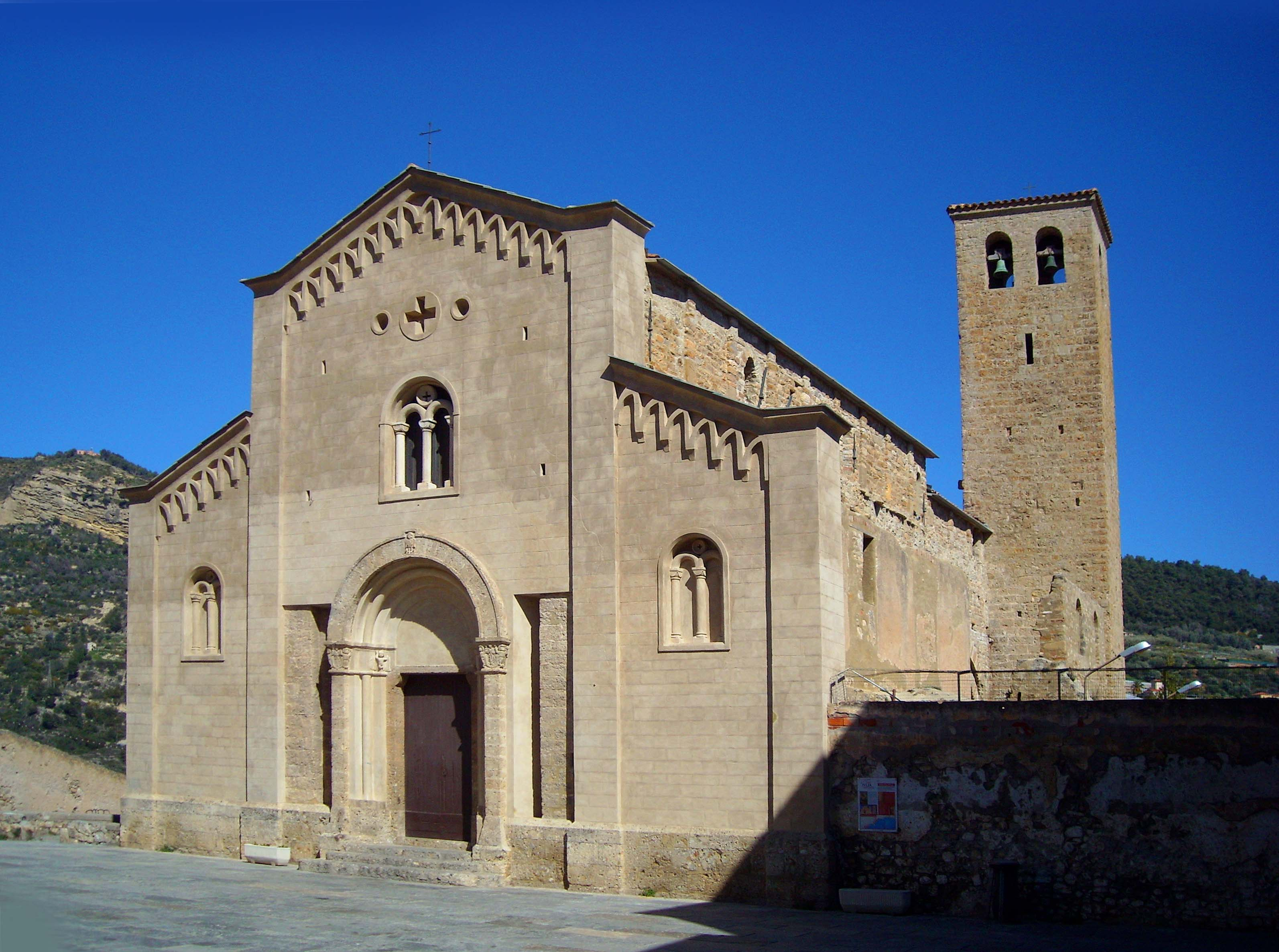
كنيسة سان ميكيلي أركانجيلو.

فِنْتِمِلْيَة أو (نقحرة: فنتيميليا) (بالإيطالية: Ventimiglia)‏ أو فِنتِميل أو (نقحرة: فينتيميل) (بالفرنسية: Vintimille)‏ هي مدينة وبلدية (كومونا) وأسقفية في لِغُرية شمال إيطاليا في مقاطعة إمبرية. وتقع على بعد 130 كم (81 ميل) شمال غرب جنوة بالقطار، و7 كم (4 ميل) من الحدود الفرنسية الإيطالية، وبها ميناء صغير على خليج جنوة عند مصب نهر رويا الذي يقسم البلدة إلى جزأين. يبلغ عدد سكان منطقة فِنْتِمِلْيَة الحضرية 55,000 نسمة.

## السكان
في سنة 1861 بلغ عدد السكان 6٬809 نسمة، وتطور العدد ليصل في سنة 2011 لـ 23٬926 نسمة.
يظهر هذا المخطط البياني تطور النمو السكاني لـ فنتيميليا

## أصل الاسم
الاسم مستمد من اللهجة ليغورية القديمة، وتسمى في اللاتينية "ألبيوم إنتيمليوم"، وتعني عاصمة إنتيملي.

## التاريخ
فِنْتِمِلْيَة هي ألبيوم إنتيمليوم القديمة، عاصمة قبيلة إنتيميلي الليغورية التي قاومت الرومان لزمن طويل حتى أخضعها ماركوس أيميليوس سكوروس عام 115 قبل الميلاد. أصبحت ألبينتيميليوم بلدية في عام 89 قبل الميلاد. تم نهب المدينة في عام 69 ميلادي على يد جيوش من أوثو وفيتليوس، ولكن المدينة تعافت وظلت مزدهرة حتى القرن الخامس، وتحيط بها الجدران التي تقسمها أبراج اسطوانية وضعت مع كل تغيير في الاتجاه.
تمت محاصرتها من قبل البيزنطيين والقوط في الحروب القوطية، وشهدت غارات روثاري ملك اللومبارد، ولكن ازدهرت مرة أخرى تحت حكم رودوالد. هاجمها المسلمون من فرخشنيط في القرن العاشر. بقيت المدينة مستقلة لفترة، وكان يحكمها كونتات فِنْتِمِلْيَة، وكانوا في صراع مع جمهورية جنوة.
في عام 1139 هاجمها الجنويون برا وبحرا وأجبروها على الاستسلام؛ استمر الكونت بحكم المدينة كتابع للمنتصرين. تمردت المدينة أكثر من مرة ضد الجنويين وتحالفت مع أعدائهم.
في 1271 تم القبض على قائدها لوكا غريمالدي. وهكذا أصبحت فِنْتِمِلْيَة مؤقتا تحت حكم دوقات سافوي (1389 و 1746) والملك لاديسلاوس من نابولي (1410). تم ضمها إلى جمهورية جنوة في عام 1505، ليصبح تاريخها تابعا لتاريخ جنوة حتى أوائل القرن التاسع عشر.

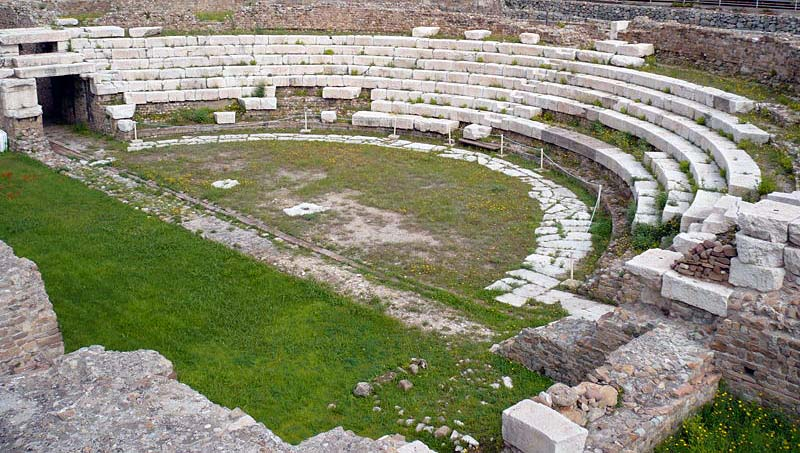
المسرح الروماني.

وفي عام 1269 تزوج الكونت فِنْتِمِلْيَة، غوليمو بيترو الأول بالبو من يودوسيا لاسكاريس ابنة الإمبراطور ثيودور الثاني لاسكاريس.  من منهم بدأت سلالة لاسكاريس في تندا. حافظوا على سيادة مقاطعة تندا حتى عام 1501 عندما تزوجت آنا لاسكاريس، آخر حكام السلالة، من ريناتو دي سافوي، والذي نقل اللقب إلى فرعه من آل سافوي. أشهر ممثل لهذه الأسرة كانت بياتريس لاسكاريس من تندا.

## المعالم السياحية الرئيسية

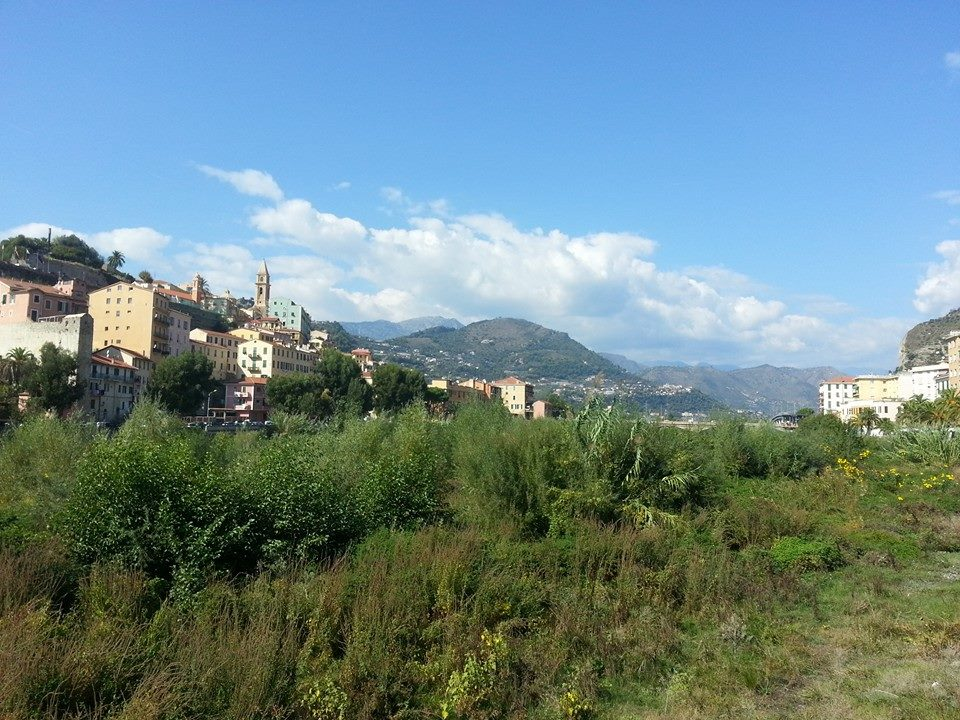
مظهر من الجسر في فِنْتِمِلْيَة

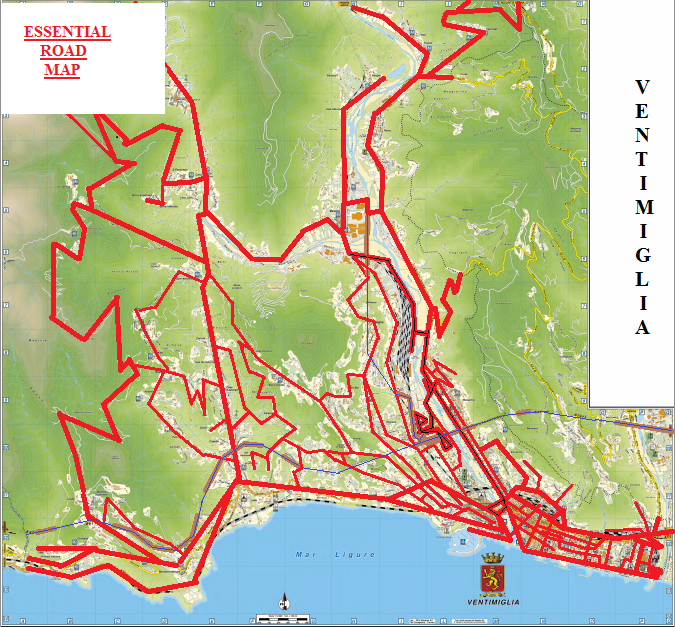
خريطة لطرق فِنْتِمِلْيَة

تظهر بها بقايا المسرح الروماني (النصف الأول من القرن الثاني)، وقد تم اكتشاف بقايا العديد من المباني الأخرى، من بينها آثار أسوار المدينة القديمة والفسيفساء الجميلة التي عثر عليها في عام 1852 ولكن دمرت، وعدد من المقابر إلى الغرب من المسرح. تقع أطلال ألبنتيميليوم القديمة في سهل نيرفيا، حوالي كيلومترين (ميل واحد) إلى الشرق من المدينة الحديثة.
وقد أكتشف أن كهوف بالزي روسي القريبة غنية ببقايا العصر الحجري القديم للفترة الرباعية. تم اكتشاف بقايا عائلة من قبائل الكرومانيون، مع العديد من الهياكل العظمية من الرجال والنساء والأطفال.
تم بناء كنيسة سان ميكيلي أركانجلو في القرن 10 من قبل كونتات فِنْتِمِلْيَة على أسس معبد وثني. عهد بها لاحقا إلى الرهبان البنديكتيين من ليرينس. أعيد بناؤه على الطراز الروماني في القرنين الحادي عشر والثاني عشر. تحطمت الممرات بعد وقوع زلزال في عام 1628. وهي تضم نقاط مسافة من طريق فيا يوليا أوغوستا القديم، يستخدم اثنان منها كأحواض ماء مقدس ويستخدم آخر ليدعم سرداب الكنيسة.
هناك كاتدرائية بنيت بطراز الرومانسك المكرسة لرفع العذراء، وتدعى كاتدرائية سيدتنا المرفوعة Cattedrale di Nostra Signora Assunta، وبها معمودية من القرن الحادي عشر، وهي مركز أبرشية فِنْتِمِلْيَة سان ريمو الحالية (كان اسمها فِنْتِمِلْيَة فقط حتى عام 1957، وتأسست في عام 670)، بنيت على أنقاض كنيسة لومباردية سابقة، والتي بنيت بدورها على موقع مبنى روماني، وربما كان معبد.
مكتبة البلدية بها ثاني أكبر مجموعة من المخطوطات والكتب من القرن السابع عشر في إيطاليا (أكبر مجموعة موجودة في البندقية).
تعد حدائق هانبوري النباتية (بالإيطالية: Giardini Botanici Hanbury)‏ المحيطة بفيلا السير توماس هانبوري، لا مورتولا، وهي أكبر حديقة نباتية في إيطاليا ومن بين أفضل الحدائق في أوروبا، حيث تضم أصناف كثيرة من الأنواع الاستوائية وشبه الاستوائية التي تزدهر في هذا المناخ المعتدل.
وتقع بالقرب من فِنْتِمِلْيَة حصون جنوية مثل كاستيل دابيو، فورتي سان باولو وفورتيزا ديلانونزياتا.

## السياحة
فِنْتِمِلْيَة هي وجهة صيفية شعبية لسياح الريفييرا الفرنسية. كما تحظى بشعبية على مدار العام بالزوار من فرنسا لزيارة أسواق الشوارع الأسبوعية (التي تقام يوم الجمعة)، على طول الواجهة البحرية للبلدة الجديدة، وهو ما يسبب ازدحاما مروريا كبيرا.

## وسائل النقل
يقع فندق فِنْتِمِلْيَة على طريق فيا أوريليا البلدي، وهو يتقاطع مع الطريق السريع A10. وبها محطتان للسكك الحديدية، وتقع المحطة الرئيسية على الخط من جنوة إلى فرنسا تقع الأخرى على الخط إلى كونيو.

## العلاقات الخارجية
توجد قنصلية ملكية إسبانية فخرية في فِنْتِمِلْيَة.

## المدن التوأم
فِنْتِمِلْيَة هي مدينة توأم مع بياتسا أرميرينا في صقلية.